# هايت (شركة)
هايت (بالإنجليزية: Hite)‏ أو هايتي وهي شركة كورية جنوبية لصناعة الجعة، يقع مقرها في مدينة سيئول عاصمة كوريا الجنوبية تم تأسيس هذه الشركة في سنة 1933.